# 索菲·多羅特婭 (不倫瑞克-呂訥堡)
不伦瑞克-吕讷堡的索菲·多罗特娅（德語：Sophie Dorothea von Braunschweig-Lüneburg，1666年9月15日—1726年11月13日），汉诺威选帝侯格奥尔格一世·路德维希妻子，英王乔治二世生母。
索菲·多羅特婭是不倫瑞克-呂訥堡公爵喬治·威廉和原情婦伊利諾·達美婭·杜布斯的女兒，因是貴庶通婚，雖然夫妻生活美滿，卻受到男方家庭的普遍敵視。喬治·威廉也因為女兒索菲·多羅特婭出生的關係，改變了原本要把公國直接傳給三弟的計畫。執意讓16歲的索菲在1682年與三弟的長子乔治一世（时为汉诺威选帝侯继承人兼索菲堂兄）結婚，才確定喬治一世與父親能繼承不倫瑞克-呂訥堡公國全部領地的事實。
婚後索菲育有一男一女，即乔治二世與漢諾威的索菲·多羅特婭，但夫妻兩人生活衝突不斷增加，很快就成為怨偶，這跟喬治的母親、索菲的婆婆──索菲歧視親家母伊利諾是平民頗有關係，加上索菲只將索菲的嫁入視為一筆划算的收入──每年從索菲的領地可獲得十萬塔勒的銀幣，實際上討厭這個媳婦，很自然感染了喬治對妻子的態度，他經常批評索菲缺乏禮儀，兩人在生活上總是爭吵不斷。
後因為乔治一世與坎都女公爵有婚外情，索菲亦與凱尼格斯馬克伯爵私通，這對怨偶各自的婚外情讓佐治的母親和弟弟開始憂慮，試圖勸和兩人，卻被固執的夫妻倆雙雙拒絕。1694年7月，凱尼格斯馬克伯爵被殺，屍體被沉在莱讷河中，同時乔治一世即要求與索菲離婚，理由是索菲背棄、私通，1694年兩人離婚。兩人離婚後，索非亞被喬治一世監禁在靠近近塞列的阿爾登古堡（喬治說服岳父兼二伯父同意此舉），直到1726年逝世共監禁32年。但索非亞被允許擁有自己的年金和僕人，也可以在監督下坐馬車繞行阿爾登古堡，他甚至不允許妻子見親生兒子、女兒和父親，只有索菲的母親伊莉諾與她相伴，一直照料索菲到1722年過世為止（伊莉諾試圖拯救女兒並讓女兒回歸自由，但卻徒勞無功）。
期间，喬治的二伯父喬治·威廉於1705年過世，1714年乔治一世登基为英国国王。索菲亚被囚禁也使得其子乔治（即后来的乔治二世）与乔治一世关系紧张。索菲亚享年60歲，临死写信诅咒前夫。乔治一世不许汉诺威和不列颠哀悼，得知女儿的朝廷为索菲亚着黑衣悼念后愤怒了。收到诅咒信后不久，乔治一世也去世。